# Morena Amabile Pagliai
Morena Amabile Pagliai (Prato, 3 novembre 1929 – 12 settembre 2017) è stata una politica italiana.

## Biografia
Rivestì la carica di deputato per due legislature, venendo eletta col Partito Comunista Italiano alle politiche del 1976 (13.649 preferenze) e alle politiche del 1979 (14.036 preferenze).
Terminato il mandato parlamentare nel 1983, dal 1985 al 1990 fu consigliere comunale a Prato.
Successivamente fu presidente del Teatro Metastasio.

## Opere
- Le parole nel paese dei balocchi. La disuguaglianza linguistica nella scuola, di Morena Pagliai e Piero Taiti, Guaraldi, Firenze, 1978